# Spoiler (automóvel)

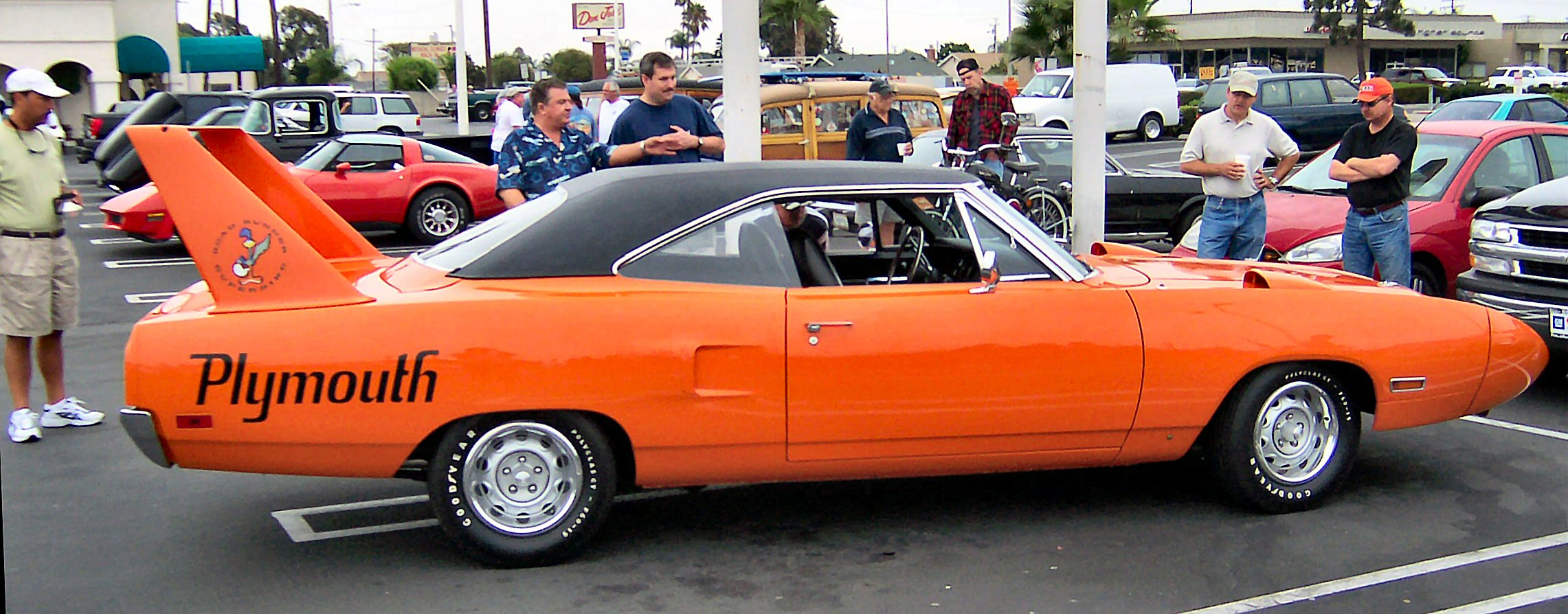
Spoiler traseiro do Plymouth Superbird.

Spoiler provém da língua inglesa e é uma peça aerodinâmica de automóveis destinada a melhorar a estabilidade e a aderência do veículo, equipamento que modifica o fluxo de ar e com isso aumenta a eficiência do consumo de combustível ou a manobrabilidade de um automóvel. Também podem possuir função estética. Não é o mesmo que aerofólio.